# 능성
능성(陵城)은 대전광역시 동구 가양동에 있는 삼국시대의 산성이다. 1990년 5월 28일 대전광역시의 기념물 제11호로 지정되었다.

## 개요
대전광역시 동구 가양동에 있는 해발 310m인‘비름들고개’ 산 정상부에 돌로 쌓은 테뫼식 산성으로, 성둘레는 300m 정도이다. 테뫼식은 산의 능선을 따라 거의 수평이 되게 한바퀴 둘러 쌓은 산성으로 옆에서 본 모습이 테를 맨 모양같다하여 붙여진 이름이다.
성벽의 대부분은 무너져 내렸지만 너비 5.1m의 동문터와 너비 3m의 남문터가 있다. 동쪽 성벽과 남쪽 성벽이 직각으로 만나는 부분에 성벽이 바깥쪽으로 튀어나오도록 쌓은 치성의 흔적이 남아 있다. 특히 동문터 남쪽에 있는 치성은 성벽 높이가 3.7m로 자연 경사면을 따라 처음 1m가량은 수직으로 쌓다가 급히 안쪽으로 경사를 주어 오므려 쌓은 후, 다시 수직으로 쌓았다. 성벽은 앞부분을 약간 다듬은 돌을 사용하였는데, 이 부분의 치성은 밖으로 5m가량 튀어나오게 쌓았고 너비는 5.5m이다.
성안에는 별다른 시설물은 남아있지 않으나, 곳곳에서 삼국시대의 토기편이 발견되고 있다. 동쪽 성벽부분에 남아있는 치성을 통하여 동쪽 방면에 대한 방어를 하기 위해 이 성을 쌓은 것으로 여겨진다.

## 현지 안내문
가양동 뒷산 비름들 고개 위에 돌을 쌓아 만든 산성으로 성 둘레는 약 300m 정도이다. 성벽에는 동문과 남문터가 있고, 동쪽과 남쪽 성벽에는 성벽이 직각으로 만나는 부분에 치성의 흔적이 일부 남아 있지만, 성벽의 대부분은 무너져 내려 원래의 모습을 파악하기 어렵다. 성내에는 백제시대의 토기 조각이 일부 발견되었다. 동쪽 성벽에 남아 있는 치성의 흔적으로 보아 동쪽에서 침입해 오던 신라를 감시하기 위한 성으로 추정된다.

## 같이 보기
- 우암사적공원

## 참고 자료
- 능성 - 국가유산청 국가유산포털